# Rejon werchnorohaczycki
Rejon werchnorohaczycki – jednostka administracyjna Ukrainy, w składzie obwodu chersońskiego.